# باسنجی
باسنجی (به انگلیسی: Basenji)، نام یکی از نژادهای سگ است که خاستگاه آن به جمهوری دموکراتیک کنگو بازمی‌گردد. وزن جنس نر باسنجی ۱۱ کیلوگرم (۲۴ پوند) است و وزن جنس مادهٔ آن ۹٫۵ کیلوگرم (۲۱ پوند). قد جنس نر باسنجی ۴۳ سانتیمتر (۱۷ اینچ) است و قد جنس مادهٔ آن ۴۰ سانتیمتر (۱۶ اینچ).

## نگارخانه

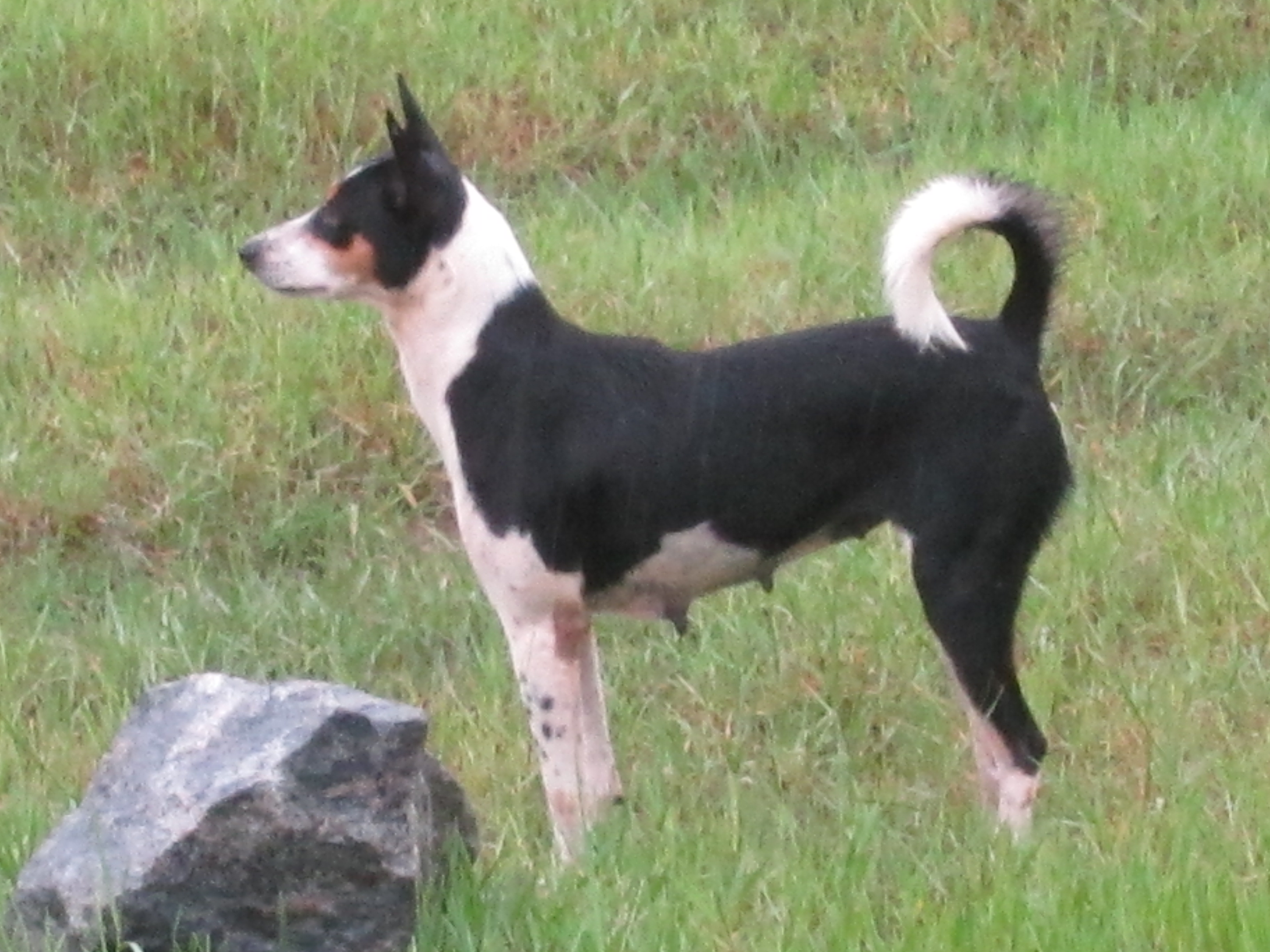
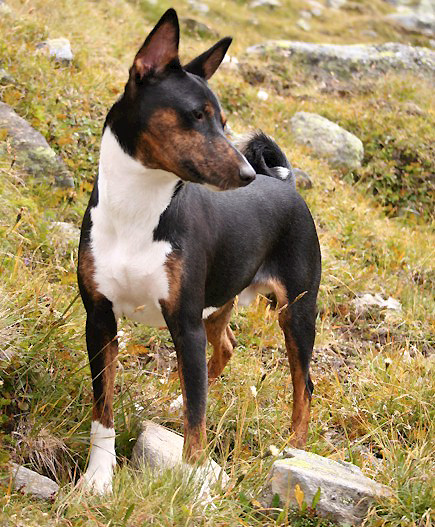
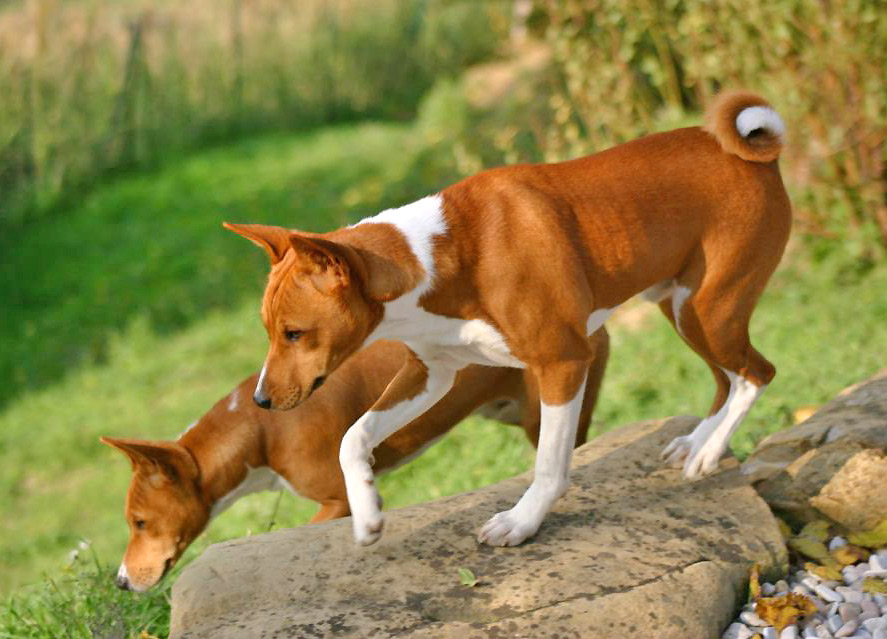